# 下湄桥街道
下湄桥街道，是中华人民共和国湖南省郴州市北湖区下辖的一个乡镇级行政单位。

## 行政区划
下湄桥街道下辖以下地区：
下湄桥社区、金桥社区、司马洞社区、石头峡社区、新泉社区和同辉社区。